# 율하초등학교
율하초등학교(栗下初等學校)는 대한민국 경상남도 김해시에 있는 공립 초등학교이다.

## 연혁
- 2010. 03. 01 율하초등학교 개교(16학급 편성, 학생 493명, 교직원 27명)
- 2010. 03. 01 초대 설현구 교장 선생님 취임
- 2010. 03. 05 2학급 증설(18학급)
- 2010. 04. 01 경상남도교육청지정 교육과정 편성, 운영 지역중심학교
- 2010. 11. 17 경상남도교육청지정 학교자율화 최우수학교 선정
- 2011. 01. 27 2010 전국 100대 교육과정 우수학교 입상(교육과학기술부)
- 2011. 03. 01 교육과학기술부요청 경상남도교육감지정 국정도서현장적함성검토 정책연구학교
- 2011. 03. 01 교육과학기술부선정 창의인성 모델학교
- 2012. 03. 01 교육과학기술부요청 경상남도교육감지정 국정도서현장적합성검토 정책연구학교
- 2012. 03. 01 교육과학기술부선정 창의인성 모델학교
- 2012. 10. 17 문화체육부관광부장관 전국도서관평가 우수학교 선정
- 2012. 12. 05 경상남도교육청지정 창의적체험활동 교육과정 우수학교 선정
- 2013. 02. 20 제3회 졸업식(154명 졸업, 졸업생 총 353명)
- 2013. 03. 01 제2대 홍성점 교장 선생님 취임
- 2013. 03. 01 교육부요청 창의·인성교육 연구학교(시범)
- 2013. 03. 01 교육부선정 창의·인성모델학교
- 2013. 12. 18 경남교육청 학부모학교참여 우수학교(학부모 자원봉사)
- 2013. 12. 31 창의·인성모델학교 우수학교 교육부장관표창
- 2014. 02. 21 제4회 졸업식(178명 졸업, 졸업생 총 531명)
- 2014. 03. 01 교육부선정 창의·인성모델학교
- 2014. 12. 16 2014 전국 100대 교육과정 최우수학교 선정(교육부)
- 2015. 02. 17 제5회 졸업식(183명 졸업, 졸업생 총 714명)